# Villa (Ortsbezeichnung)
Villa (zu lat. villa „Landgut“) ist heute in unterschiedlichen Formen eine Ortsbezeichnung in verschiedenen Ländern Romanischer Sprachen. Da bis zum Hochmittelalter für Dokumente in Deutschland überwiegend die lateinische Sprache verwendet wurde, sind Ortschaften damals häufig auch mit „villa“ bezeichnet worden.

## Spanisch
In Spanien [ˈbija] sowie in dessen ehemaligen Kolonien in Amerika ist Villa die Bezeichnung einer Stadt zweiten Ranges, zum Unterschied von den Städten ersten Ranges (Ciudad) und den Hauptstädten oder Capitales (ptg. Capitaes). In Argentinien hat Villa die Bedeutung einer informellen Siedlung am Rand großer Städte (villa miseria).
Beispiele: Villa Bella, Villa Mercedes, Villa Lugano.

## Portugiesisch
Die Vila ([ˈwilɐ]) ist in Portugal und seinen ehemaligen Kolonien in Afrika (PALOP) und Amerika (Brasilien) eine Bezeichnung einer Kleinstadt und damit einer Stadt zweiten Ranges, gegenüber den Städten ersten Ranges, den Cidades.
Insbesondere in Portugal hat der Begriff der Vila dabei einen weitergehenden Zuschnitt. So wird die Bezeichnung durch Parlamentsbeschluss vergeben und ist an besondere Kriterien gebunden.
Die Vila ist im gesamten Portugiesischen Sprachraum lediglich ein Titel ehrenhalber, weitergehende Rechte oder z. B. eine andere Stellung in der Verwaltungsgliederung Portugals sind damit nicht verbunden.

## Französisch
In Frankreich bezeichnet die Ville eine Stadt. Das Statistikamt INSEE stellt den Status anhand verschiedener Kriterien fest. So muss die Ortschaft mindestens 2.000 Einwohner zählen und eine zusammenhängende Bebauung vorweisen.
In anderen französischsprachigen Ländern gelten für den Status der Ville andere Kriterien. So muss beispielsweise in Algerien eine Ville mindestens 20.000 Einwohner zählen, während die Bezeichnung in Belgien ein Beiname ehrenhalber ist, und in Kanada ein offizieller Status einer Ortschaft.
Siehe auch: Ville, frz. (Begriffsklärung)